# 앙카라 조약

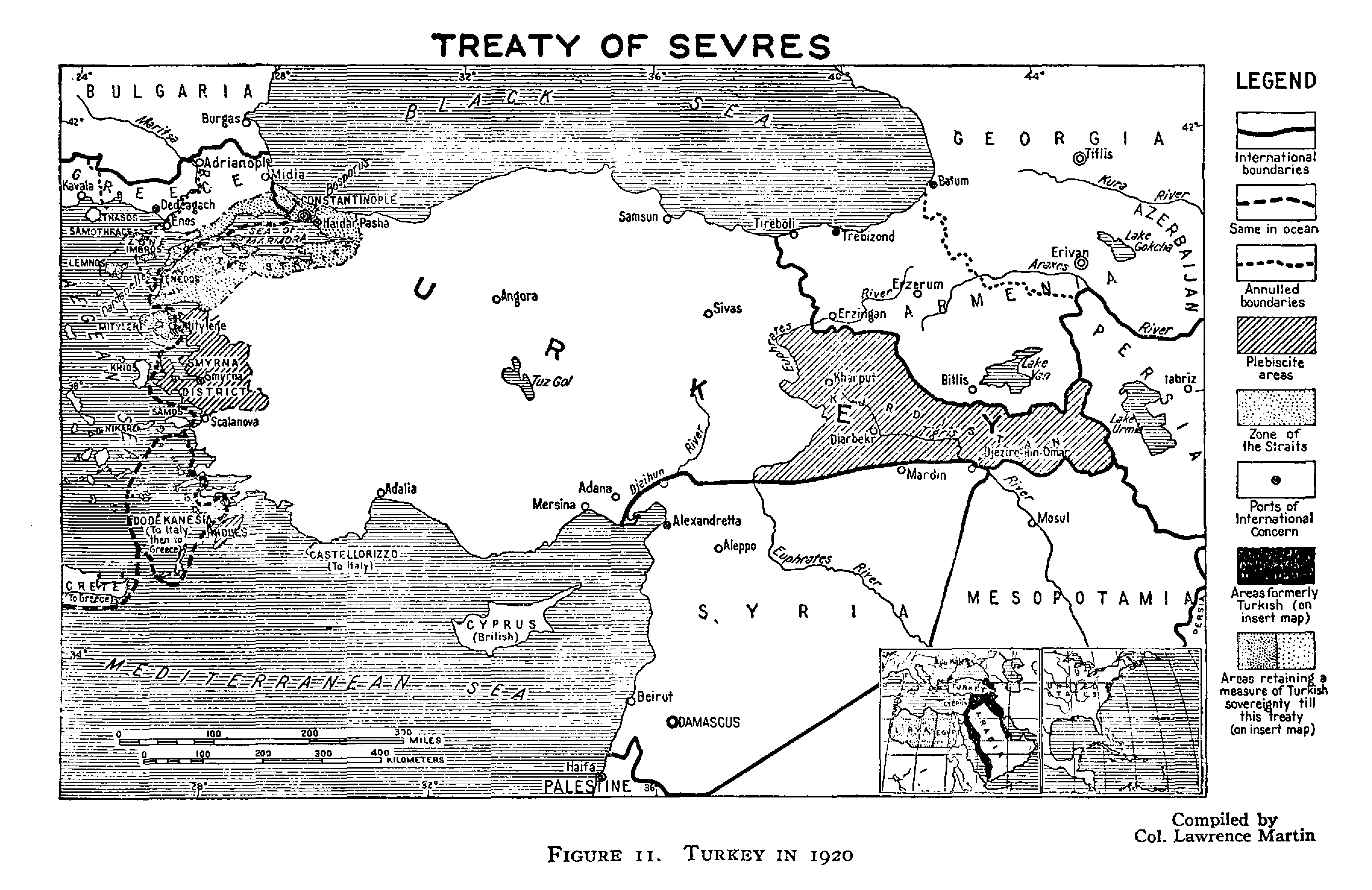
1920년 세브르 조약에 따른 시리아-튀르키예 국경 지도.

앙카라 조약(튀르키예어: Ankara Anlaşması, 프랑스어: Traité d'Ankara) 또는 프랭클린-발리옹 조약, 튀르키예-프랑스 앙카라 조약은 1921년 10월 21일 앙카라에서 맺어진 프랑스 제3공화국과 튀르키예 대국민의회 정부 사이 맺어진 조약이다. 이 조약으로 튀르키예-프랑스 전쟁이 끝나게 되었다.
이 조약의 서명자는 튀르키예의 외무부 장관 유수프 케말 텐기르셴크와 프랑스의 외교관 앙리 프랭클린 발리옹이다. 이 조약에 따라 프랑스는 튀르키예-프랑스 전쟁의 종전을 인정하며, 튀르키예에게 많은 영토를 양보하기로 하였다. 하지만 튀르키예 그 외 지역의 프랑스군은 튀르키예에게 경제적으로 이득을 보장하는 대신 철수하지 않았다. 이에 튀르키예 정부는 프랑스 위임통치령 시리아 지역을 프랑스가 점유하는 것을 인정하였다. 이 조약은 1926년 8월 30일 "국제 연맹 조약 목록"에 등록되었다.
이 조약으로 1920년 세브르 조약에서 정해진 시리아-튀르키예 국경이 많이 바뀌었는데, 알레포 빌라예트와 아다나 빌라예트의 많은 지역이 튀르키예 몫으로 돌아가서 국경이 남하하였다. 서에서 동으로 아다나, 오스마니예, 카흐라만마라시, 가지안테프, 킬리스, 샨리우르파, 마르딘, 누사이빈, 키즈레 도시가 튀르키예 소유로 바뀌었다. 앙카라 조약에서는, 시리아-튀르키예 국경을 파야스 바로 아래의 지중해서부터 시작하여 메이단에크비스(시리아 영역)으로 이어져 남동쪽을 향해 꺾여 시리아 샤란 구의 마르소바와 카르나바, 킬리스 사이를 잇고 알라이의 바그다드 철도부터는 철도를 따라 국경이 이어졌다. 이 국경은 누사이빈까지 이어진 후 철도는 시리아 쪽으로 빠져 튀르키예 영토를 벗어나게 된다. 누사이빈부터 키즈레까지는 오래된 길을 따라 국경이 이어졌는데, 도로 자체는 튀르키예의 영토이나 시리아-튀르키예 양국이 이 도로를 이용할 수 있었다.
앙카라 조약 7조에서는 시리아의 알렉산드레타 산자크는 특별행정구역 지위를 부여받아 단일종교, 민족단위체 중 가장 큰 부분을 차지하는 튀르크 주민들을 배려하여 튀르키예어를 공식어로 두고 튀르크인들을 위해 문화발전을 위한 시설을 누릴 수 있게 해주는 조항이 들어갔다. 또한, 9조에 따르면 시리아에 있는 오스만 제국을 건국한 오스만 1세의 할아버지 술레이만 샤(Süleyman Şah)의 무덤은 "주변지역을 포함한 무덤은 튀르키예의 소유이며, 튀르키예가 방위군을 파견할 수 있으며 튀르키예 국기를 계양할 수 있다"라고 명시하고 있다.
프랑스의 튀르키예 지역 영유권 주장은 이후 무다냐 휴전을 통해 공식적으로 프랑스가 그 주장이 무효함을 인정했다. 1923년에는 로잔 조약으로 튀르키예엔 새로운 국경이 인정되었다.